# Rioblanco
Rioblanco là một khu tự quản thuộc tỉnh Tolima, Colombia. Thủ phủ của khu tự quản Rioblanco đóng tại Rioblanco Khu tự quản Rioblanco có diện tích 1137 ki lô mét vuông. Đến thời điểm ngày 28 tháng 5 năm 2005, khu tự quản Rioblanco có dân số 27649 người.